# سيمون لازارو
سيمون لازارو (بالإنجليزية: Simone Lazaroo)‏‏ (1961 في سنغافورة - )؛ روائية من أستراليا.